# Saynab Qayad
Saynab Qayad là một chính trị gia người Somalia, thành viên của Quốc hội Liên bang chuyển tiếp. Bà là chủ tịch của ủy ban của Quốc hội về nhân quyền. Saynab đang ở tại khách sạn Muna ở Mogadishu và bị phiến quân Hồi giáo tấn công vào năm 2010.